# Мёбиус, Август Фердинанд
А́вгуст Фердина́нд Мёбиус (нем. August Ferdinand Möbius, 17 ноября 1790, Шульпфорте, ныне Саксония-Анхальт — 26 сентября 1868, Лейпциг) — немецкий математик, механик и астроном-теоретик.

## Биография
Родился 17 ноября 1790 года на территории школы Шульпфорта при дворе саксонского курфюрста (близ Наумбурга). Его отец, Иоганн Генрих Мёбиус (нем. Johann Heinrich Möbius), занимал в этой школе должность учителя танцев. Мать Мёбиуса, Иоганна Катарина Кристиана Кайль (нем. Johanne Katharine Christiane Keil), была потомком Мартина Лютера.
Отец умер, когда мальчику не исполнилось и трёх лет. Начальное образование Август Фердинанд получил дома, в процессе занятий сразу выказал интерес к математике. С 1803 по 1809 год учился в гимназии-интернате Шульпфорта, затем поступил в Лейпцигский университет. Первые полгода, в соответствии с рекомендациями семьи, изучал право, но затем принял окончательное решение посвятить жизнь математике и астрономии. Биографы предполагают, что в этом выборе сказалось влияние преподававшего в университете известного астронома и математика К. Б. Моллвейде, чьи лекции по астрономии слушал Мёбиус (лекции по математике читал М. фон Прассе, по физике — Л. В. Гильберт).
В 1813—1814 годах Мёбиус жил в Гёттингене, где посещал университетские лекции К. Ф. Гаусса по астрономии. Затем уехал в Галле, чтобы прослушать курс лекций математика И. Ф. Пфаффа, учителя Гаусса. В результате Мёбиус получил глубокие знания по обеим наукам.
В 1814 году умер фон Прассе, и его преемником в должности профессора математики Лейпцигского университета стал Моллвейде, освободив пост профессора астрономии. Мёбиус написал диссертацию по астрономии «О вычислении покрытий неподвижных звёзд планетами» (лат. De computandis occultationibus fixarum stellarum per planetas; опубликована в 1815 году) и получил в Лейпцигском университете степень доктора, а в начале 1815 года, успешно избежав призыва в прусскую армию, защитил также — уже по математике — хабилитационную диссертацию «О некоторых частных свойствах тригонометрических уравнений» (лат. De peculiaribus quibusdam aequationum trigonometricarum affectionibus). Весной 1816 года Мёбиус по рекомендации Моллвейде стал экстраординарным профессором кафедры астрономии Лейпцигского университета.
С 1816 года он также работал сначала астрономом-наблюдателем, затем (с 1848 года) — директором Лейпцигской обсерватории, которая располагалась на окраине города в замке-крепости Плайсенбург (в 1897 г. замок был снесён, на его месте находится Новая ратуша). Деятельно участвовал в перестройке и оснащении обсерватории.
В 1825 году Моллвейде умер. Мёбиус попытался занять вакантное место, но его репутация как преподавателя была неважной, и университет предпочёл другую кандидатуру. Позднее (узнав, что Мёбиус получил приглашения из других университетов) руководство Лейпцигского университета в 1844 году повысило его в должности до ординарного профессора астрономии. К этому времени математические исследования Мёбиуса принесли ему известность в научном мире.
26 сентября 1868 года Август Фердинанд Мёбиус скончался.

## Научная деятельность

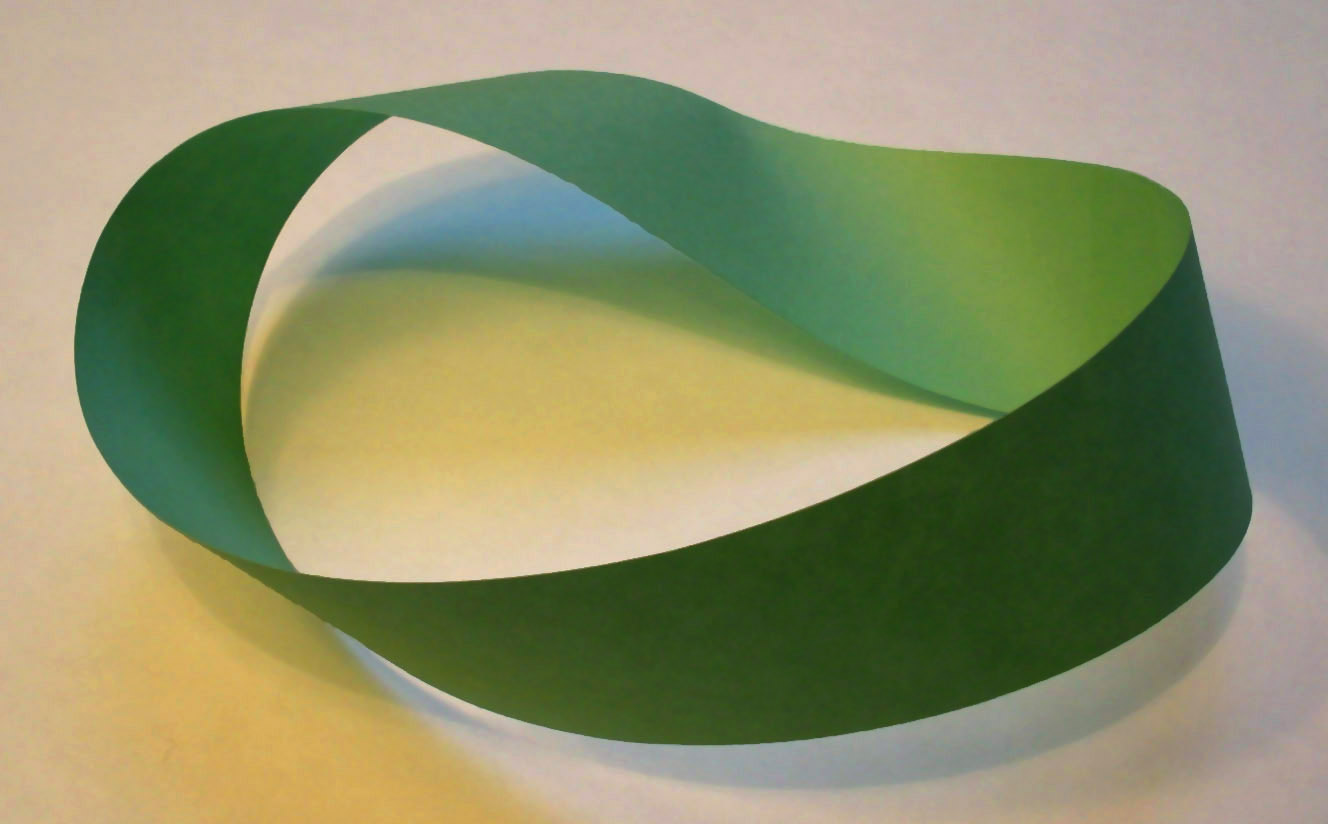
Лента Мёбиуса

В 1858 году А. Ф. Мёбиус почти одновременно с И. Б. Листингом установил существование односторонних поверхностей и в связи с этим стал знаменит как изобретатель листа Мёбиуса (ленты Мёбиуса) — простейшей неориентируемой двумерной поверхности с краем, допускающей вложение в трёхмерное евклидово пространство. Оба учёных не спешили обнародовать свои результаты: у Листинга публикация вышла в 1861 году, у Мёбиуса — в 1865 году.
В профессиональной среде Мёбиус известен как автор большого количества первоклассных работ по геометрии (особенно проективной), анализу и теории чисел.
Целый ряд полученных им принципиально новых геометрических результатов Мёбиус изложил в своём главном труде «Барицентрическое исчисление» (1827), выдающемся по оригинальности, глубине и богатству математических идей. Он стал основоположником барицентрического исчисления — раздела аналитической геометрии, в котором изучаются алгебраические операции над точками аффинного или евклидова точечного пространства. В XIX веке барицентрическое исчисление не получило особенного развития; однако позднее оно и особенно введённые Мёбиусом барицентрические координаты нашли разнообразные применения (в частности, в методе конечных элементов).
Мёбиус впервые ввёл однородные координаты и аналитические методы исследования в проективной геометрии. Получил новую классификацию кривых и поверхностей, установил общее понятие проективного преобразования, позднее названного его именем, исследовал коррелятивные преобразования. Он впервые рассмотрел пространственные алгебраические кривые 3-го порядка и изучил их свойства. Независимо от Ж.-В. Понселе Мёбиус пришёл к понятию о гомологичных фигурах (которые называл «коллинеарными»), причём представление этих фигур у него отличается большей общностью, чем у Понселе.
В 1840 году, задолго до широко известной проблемы четырёх красок, Мёбиус сформулировал похожую задачу: можно ли разделить страну на пять частей так, чтобы каждая часть имела ненулевую границу со всеми остальными? Легко показать, что это невозможно. Из других топологических достижений следует упомянуть, что он ввёл понятие уникурсальной кривой, то есть гра́фа, который можно начертить, не отрывая пера от бумаги (другое название — эйлеров граф).
Работы Мёбиуса в области механики относятся к статике. В 1829 году им была опубликована статья с доказательством следующей теоремы: «если четыре силы находятся в равновесии, то объём тетраэдра, построенного на двух из них, равен объёму тетраэдра, построенного на остальных двух». Им же было доказано, что всякая система сил может быть единственным образом заменена системой шести сил, линии действия которых образуют заранее заданный тетраэдр.
В 1837 году Мёбиус опубликовал двухтомное «Руководство по статике» — одну из наиболее важных монографий 1-й половины XIX века по статике, в которой были систематизированы основные результаты, полученные к тому времени. При изложении материала автор книги пользовался и геометрическим, и аналитическим методом, причём не раз приводил геометрические иллюстрации теорем, ранее доказанных аналитическим путём, «ибо при исследованиях пространственных объектов геометрическое рассмотрение является рассмотрением по существу и поэтому наиболее естественно, тогда как аналитическая трактовка, как бы она ни была изящна, скрывает предмет под чуждыми ему обозначениями, и поэтому мы его в большей или меньшей мере теряем из виду».
В указанном руководстве Мёбиус, в частности, установил ряд теорем, имеющих фундаментальное значение в теории ферм. Рассматривая задачу о равновесии системы соединённых шарнирами стержней, он показал, что для того, чтобы эта система оказалась неизменяемой, требуется в общем случае иметь не менее {\displaystyle 2n-3} стержней для плоской системы и не менее {\displaystyle 3n-6} стержней для пространственной системы (здесь {\displaystyle n} — общее число шарниров). Возможны, однако, и исключительные случаи, когда указанного числа стержней недостаточно для обеспечения абсолютной жёсткости системы, и Мёбиус нашёл аналитическое условие реализации таких исключительных случаев: обращение в нуль определителя системы уравнений равновесия, записанных для узлов фермы.
В области астрономии Мёбиус опубликовал несколько значительных работ по небесной механике, о принципах астрономии и о планетных затмениях; среди них наибольшую известность получило сочинение «Элементы небесной механики» (1843).

## Семья
В 1820 году Мёбиус женился на Доротее Кристиане Юлиане Роте (нем. Dorothea Christiane Juliane Rothe). У них родились три сына — Август Теодор, в будущем известный филолог-скандинавист), Пауль Генрих Август (нем. Paul Heinrich August Möbius, работал школьным учителем, затем генеральным школьным инспектором герцогства Саксен-Кобург-Гота), Карл Теодор (нем. Carl Theodor Moebius, служащий в министерстве финансов) — и дочь, Эмилия Августа Мёбиус (нем. Emilie Auguste Möbius, вышла замуж за астронома Генриха Луи д’Арре).
Его внук Пауль Юлиус Мёбиус (1853—1907), сын Пауля Генриха Августа,  стал известным психиатром и неврологом.

## Память
В 1907 году в честь Августа Фердинанда Мёбиуса в Лейпциге были названы улица и площадь. Его фамилия увековечена также в наименованиях астероида 28516 (Möbius), который открыл Поль Комба в 2000 году, и кратера Мёбиус на обратной стороне Луны (название утверждено Международным астрономическим союзом в 1970 году).
В теории чисел именем учёного названы ряд Мёбиуса, функция Мёбиуса μ(n) и формулы обращения Мёбиуса (ключевые результаты, связанные с этими понятиями, Мёбиус получил в статье, опубликованной в 1832 году).